# Leonardo Miggiorin
Leonardo Moreira Miggiorin (Barbacena, 17 de janeiro de 1982) é um ator e psicólogo brasileiro. Formou-se em um segundo grau técnico de Artes Cênicas, em Curitiba, no Colégio Estadual do Paraná.

## Vida pessoal
O ator se declarou homossexual em 2023, revelando também que, desde julho de 2022, namora o diretor João Victor Amado. Anteriormente namorou a atriz Júlia Almeida, filha do autor Manoel Carlos. Em entrevista ao jornal O Globo, chegou a contar que foi aconselhado, aos 16 anos, a não falar abertamente sobre sua sexualidade para que não perdesse trabalhos na TV.

## Filmografia

### Televisão
| Ano       | Título                    | Papel                               | Nota                                             |
| --------- | ------------------------- | ----------------------------------- | ------------------------------------------------ |
| 2025      | Beleza Fatal              | Rafuda                              | Episódios: "34–38"                               |
| 2025      | MasterChef Celebridades   | Participante                        | Temporada 1                                      |
| 2024      | Vicky e a Musa            | Renato Soarez                       | Temporada 2                                      |
| 2020      | Os Roni                   | Osvaldo                             | Episódio: "14"                                   |
| 2019      | Jezabel                   | Isaac                               |                                                  |
| 2017      | Dancing Brasil            | Participante                        |                                                  |
| 2016      | A Terra Prometida         | Otniel                              |                                                  |
| 2016      | Os Dez Mandamentos        | Otniel                              |                                                  |
| 2015      | Zé do Caixão              | Divino                              |                                                  |
| 2014      | Saltibum                  | Participante                        |                                                  |
| 2014      | Vai que Cola              | Tucão                               | Episódio: "Lgbtxyz"                              |
| 2014      | Por Isso Eu Sou Vingativa | William                             | Episódio: "8"                                    |
| 2012-13   | Malhação                  | Leandro Maciel                      |                                                  |
| 2011      | Insensato Coração         | Roni Fragonard                      |                                                  |
| 2009      | Viver a Vida              | Flávio Vilela (Flavinho)            |                                                  |
| 2009      | Som & Fúria               | Patrick                             |                                                  |
| 2009      | Toma Lá, Dá Cá            | Dirceuzinho                         | Episódio: "Família É Quadrinha"                  |
| 2008      | Show de Babá              | Ele mesmo                           | Quadro da TV Xuxa                                |
| 2008      | Toma Lá, Dá Cá            | Dirceuzinho                         | Episódio: "A Importância de Ser Copélia"         |
| 2008      | Casos e Acasos            | Maurício                            | Episódio: "O Presente, a Sociedade e a Tentação" |
| 2007      | A História de Poty        | Garoto-Propaganda do Cinema         |                                                  |
| 2007      | Sob Nova Direção          | Apolo                               | Episódio: "Cuidado com os Gêmeos"                |
| 2006      | Cobras & Lagartos         | Tomás Pasquim Montini               |                                                  |
| 2006      | Surto                     | —                                   |                                                  |
| 2005      | Essas Mulheres            | Pedro Lemos Camargo                 |                                                  |
| 2004      | Senhora do Destino        | Políbio Vieira dos Santos (Shaolin) |                                                  |
| 2003      | Mulheres Apaixonadas      | Rodrigo Andrade de Melo             |                                                  |
| 2001      | Presença de Anita         | Zezinho                             |                                                  |
| 1999-2000 | Flora Encantada           | Gafa                                |                                                  |

### Cinema
| Ano  | Título                                | Personagem                     |
| ---- | ------------------------------------- | ------------------------------ |
| 2023 | O Diabo na Rua, no Meio do Redemuinho | Zé Bebelo e outros personagens |
| 2016 | Nova Amsterdam                        | Rafael                         |
| 2015 | Condado Macabro                       | Théo                           |
| 2013 | Nelson Ninguém                        | Capanga                        |
| 2013 | Colegas                               | Batatinha Ferrari              |
| 2010 | Ouija                                 | Renato                         |
| 2008 | Rinha                                 | Curly                          |
| 2008 | Mistéryos                             | Astolfo Dagoda                 |
| 2007 | O.D. Overdose Digital                 |                                |
| 2005 | O Casamento de Romeu e Julieta        | Zilinho                        |
| 2003 | Paisagem de Meninos                   | Anunciante do Cinema           |
| 2002 | Em Nome do Pai                        | Filho                          |

### Teatro
| Ano  | Título                                  | Papel       |
| ---- | --------------------------------------- | ----------- |
| 2023 | The Boys in the Band                    | Donald      |
| 2022 | A Hora da Estrela ou O Canto de Macabéa |             |
| 2021 | A Bicicleta de Papel                    | Noah        |
| 2021 | Não Se Mate                             | Carlos      |
| 2019 | O Ovo de Ouro                           | Sándor      |
| 2018 | Grande Sertão: Veredas                  |             |
| 2016 | O Encontro das Águas                    | Direção     |
| 2015 | Memórias de Um Gigolô                   | Mariano     |
| 2014 | A Rainha da Neve - O Musical            | Kay         |
| 2013 | A Princesinha                           | Ram Dass    |
| 2013 | Lampião e Lancelot                      | Lancelot    |
| 2012 | Equus                                   | Alan Strang |
| 2010 | Perdoa-me por me traíres                | Gilberto    |
| 2009 | Ensaio para um Adeus Inesperado         | Filho       |
| 2007 | Peter Pan, Todos Podemos Voar           | Peter Pan   |
| 2006 | Romeu e Julieta                         | ...         |
| 2006 | Toda Nudez Será Castigada               | ...         |
| 2003 | Tartufo                                 | Valério     |

## Discografia

### Música
Banda Vista
Além de atuar, também foi vocalista da banda Vista, que se formou em 2006 e se manteve em atividade até 2013. A ideia de iniciar um projeto musical surgiu a partir da parceria entre Fábio Ponce e Leonardo Miggiorin na gravação de uma música para o seriado televisivo Surto (2006), no qual o ator interpretava um cantor de uma banda de garagem. Após o seriado, Miggiorin deu início ao processo de composição de letras e melodias, juntamente com o diretor e também baterista Fábio Ponce. A banda, formada por 6 músicos de São Paulo, tem um repertório de 15 músicas próprias, registradas em CD. A banda Vista realizou apresentações na TV Globo, no Programa do Jô e na TV Xuxa, em 2011. Além de cantor, o ator também é formado em psicologia.

## Prêmios e indicações
| Ano  | Associações                       | Categoria                                 | Nomeações            | Resultado |
| ---- | --------------------------------- | ----------------------------------------- | -------------------- | --------- |
| 2002 | Prêmio Contigo! de TV             | Melhor Ator Revelação                     | Presença de Anita    | Indicado  |
| 2002 | Festival de Cinema de Gramado     | Melhor Ator (curta-metragem 16mm)         | Em Nome do Pai       | Venceu    |
| 2003 | Prêmio Jovem Brasileiro           | Melhor Ator                               | Mulheres Apaixonadas | Venceu    |
| 2005 | Troféu Top of Business            | Ator Destaque do Ano                      | Senhora do Destino   | Venceu    |
| 2008 | Prêmio Magnífico                  | Destaque do Ano                           | Carreira             | Venceu    |
| 2009 | Cine PE - Festival do Audiovisual | Melhor Ator Coadjuvante (Longa-metragem)  | Mistéryos            | Venceu    |
| 2011 | Prêmio Jovem Brasileiro           | Melhor Ator Coadjuvante                   | Insensato Coração    | Venceu    |
| 2021 | Prêmio Bibi Ferreira              | Melhor Ator Coadjuvante em Peça de Teatro | O Ovo de Ouro        | Indicado  |